# Liste des territoires du Saint-Empire (S)
 (janvier 2024).
Si vous disposez d'ouvrages ou d'articles de référence ou si vous connaissez des sites web de qualité traitant du thème abordé ici, merci de compléter l'article en donnant les références utiles à sa vérifiabilité et en les liant à la section « Notes et références ».

Evolution du territoire du Saint-Empire (962-1806).

Ci-dessous la liste des états du Saint-Empire romain germanique commençant par la lettre S. Le tableau présente, de gauche à droite :
1. Le blason du territoire lorsqu'il est présent.
2. Le nom (francisé) du territoire.
3. Le statut du territoire (notamment, s'il bénéficie de l'immédiateté impériale ou le cas échéant son suzerain local).
4. Le type de territoire (voir la section Organisation).
5. Ses dates d'appartenance au Saint-Empire.
6. Le cercle impérial auquel il appartient et la date de son intégration.
7. Son siège à la Diète d'Empire.
8. Le ou les entité(s) qui lui a/ont précédé(s).
9. Le ou les entité(s) qui lui a/ont succédé(s).
10. Les pays et subdivisions (Länder allemands et autrichiens, provinces néerlandaises et belges, départements français, cantons suisses etc.) d'aujourd'hui qui recouvrent tout ou une partie de l'ancien territoire impérial.

## Liste des territoires du Saint-Empire (S)
| Blason | Territoire                  | Statut                                  | Type                            | Dates     | Cercle | Banc | Entité(s) précédente(s) | Entité(s) suivante(s)                                     | Pays actuel(s) et subdivision(s) |
| ------ | --------------------------- | --------------------------------------- | ------------------------------- | --------- | ------ | ---- | ----------------------- | --------------------------------------------------------- | -------------------------------- |
|        | Souabe, Alsace et Bourgogne | Circonscription territoriale teutonique | bailliage de l'Ordre Teutonique | 1220-1806 |        |      | Création                | Grand-duché de Bade, royaumes de Bavière et de Wurtemberg | Bade-Wurtemberg, Bavière         |

### Sources
- (de) Karl Zeumer, Heeresmatrikel von 1422, Tübingen, Verlag von J.C.B. Mohr (Paul Siebeck), 1913, 2e éd. (1re éd. 1422).
- (de) Karl Zeumer, Reichsmatrikel von 1521, Tübingen, Verlag von J.C.B. Mohr (Paul Siebeck), 1913, 2e éd. (1re éd. 1521).
- (de) Verzeichnis der Reichskreise von 1532, Augsburg, Heinrich Steiner, 1532.
- (de) Reichsmatrikel beruhend auf den Beschlüssen des Nürnberger Exekutionstages, 1663, 3e éd.

### Cartes
- Cartes avec les frontières actuelles
- « Cartothèque »

- L'Empire de Charles Quint (XVIe siècle)
- « Assembler le Saint-Empire romain germanique : 1648 » sur YouTube

### Autres ressources
- (en) The Holy Roman Empire Association
- (en) Article sur Britannica
- Quizz sur les états de 1356